# Gillotia trifida
Gillotia trifida är en tvåvingeart som först beskrevs av Freeman 1957.  Gillotia trifida ingår i släktet Gillotia och familjen fjädermyggor. Inga underarter finns listade i Catalogue of Life.